# Peter Gutmann
Pour les articles homonymes, voir Gutmann.
Peter Gutmann est un chercheur en informatique travaillant à Auckland. Il a obtenu son doctorat d'informatique à l'Université d'Auckland. Il s'intéresse particulièrement aux questions de sécurité informatique, aux architectures de sécurité, à l'exploitabilité des sécurités (ou plus précisément leur failles), et à la sécurité matérielle. Il a rédigé de nombreux articles dans ces domaines. Il a découvert de multiples failles dans des cryptosystèmes commerciaux et des protocoles cryptographiques. Il est le développeur de cryptlib, une bibliothèque de sécurité logicielle open source, et a contribué à PGP version 2. Il est également connu pour son analyse de la suppression de données sur les médias à mémoires électroniques, magnétiques ou autres, et a conçu la méthode de Gutmann pour supprimer les données d'un disque dur de manière plus ou moins fiable.
Ayant vécu en Nouvelle-Zélande durant un certain temps, différentes questions nationales ont fait l'objet de sa réflexion. Cela inclut les wetas, insectes propres à la Nouvelle-Zélande, et la grande coupure électrique d'Auckland de 1998, durant laquelle l'alimentation électrique a défailli pendant plusieurs mois dans toute la ville. Il a écrit abondamment sur ces deux sujets, parmi beaucoup d'autres. Il a également décrit sa carrière à la manière d'un « correspondant de guerre » pour la Nouvelle-Zélande, détaillant les difficultés rencontrées à respecter les exigences d'utilisation sans altérer les outils cryptographiques (considérés comme des « munitions »).
Son livre blanc Cost Analysis of Windows Vista Content Protection (Analyse du coût de la protection de contenu de Windows Vista), où il décrit les spécifications de la protection de contenus de Windows Vista comme la « plus longue lettre de suicide de l'histoire » a généré un très grand nombre de commentaires du public depuis sa première diffusion en 2006. Il a débattu avec Steve Gibson dans le 74e numéro de Security Now dans la diffusion en podcast du 11 janvier 2007.